# Andrés Hofmann
Andrés Hofmann (n. Santiago de Chile, 15 de diciembre de 1951), chileno radicado en México, especializado en el desarrollo y aplicación de tecnologías de la información y la comunicación al mundo de la política y el ejercicio del poder público.
Desde hace casi cuatro décadas radica en México destacándose como una figura influyente en la modernización gubernamental, su impacto antropológico y sus efectos en la ciudadanía destinataria de los servicios públicos, tanto en relación con el gobierno federal como, y haciendo especial énfasis, en el desarrollo equilibrado y buenas prácticas de los gobiernos estatales y municipales, así como la integración de México a la diversidad de las regiones de América Latina y América del Norte.

## Trayectoria Académica
Andrés Hofmann, es licenciado en Economía por la Universidad Católica de Chile, en Letras y Lenguas Españolas y Antropología por la Universidad de las Américas en Puebla; ha sido maestro en Antropología Social en la UNAM, y en Comunicaciones en la Universidad Iberoamericana de México. En los años setenta formó parte del equipo de profesores que fundaron el Colegio de Bachilleres y posteriormente a la Universidad Autónoma Metropolitana.

## Actividad Profesional
Es cofundador del periódico La Jornada, y corresponsal de ese diario en Santiago de Chile. Fundador de la revista de negocios latinoamericanos América Economía, y cofundador de la revista Pluma y Pincel, publicación político cultural en su país natal. Fungió como consultor del Programa de Naciones Unidas para el Medio Ambiente (PNUMA), de la Comisión Económica para América Latina (CEPAL) y de varias publicaciones académicas, culturales y políticas en Chile, Guatemala y El Salvador. Fue coordinador de los programas de análisis político y social Zona Abierta y Contrapunto vinculados con las empresas de comunicación masiva más importantes de México. Actualmente es Director de la revista mensual Política Digital - Innovación Pública, publicación especializada en analizar y difundir artículos y reportajes del emergente concepto de gobierno electrónico.

## Figura Pública
Andrés Hofmann es reconocido como mediador e impulsor de las entidades públicas y organizaciones integradas en torno a la modernización gubernamental. En los foros nacionales y locales a los que insistentemente acude se caracteriza por un discurso inquisitivo y desmitificador hacia las áreas tecnológicas y de comunicaciones (TIC´s) de las entidades públicas, a la vez que difunde logros y estrategias exitosas en la publicación que dirige, siendo agudo proponente de un modelo integral de desarrollo que le ha ganado reconocimiento nacional al inyectar espíritu de competencia y pasión  al mundo de la innovación y la tecnología gubernamentales.
- Datos: Q5675829